# Henri Servien
Pour les articles homonymes, voir Servien.
Henri Servien, né Henri Goursaud à Melle (Deux-Sèvres) le 15 décembre 1942 et mort le 16 février 2024 aux Sables-d'Olonne,, est un journaliste et auteur d'essais historiques.

## Biographie
Né en 1942, Henri Servien a fait ses études à l'université de Poitiers, où il a fait la connaissance de Jean Auguy. Avec ce dernier, il a lancé en 1964 le bulletin mensuel Poitiers-Université.
Henri Servien est depuis devenu professeur d'histoire-géographie dans l'enseignement secondaire, et est l'auteur d'essais historiques de vulgarisation scientifique, portant notamment sur l'Empire colonial français ou la Guerre de Vendée. Sa Petite histoire des colonies et missions françaises, préfacée par Jean Raspail, a été couronnée du prix des intellectuels indépendants et du prix maréchal-Louis-Hubert-Lyautey de l'Académie des sciences d'outre-mer en 1986.
Catholique traditionaliste appartenant à la mouvance contre-révolutionnaire, il collabore à l'équipe des Éditions de Chiré, et participe à la revue Lecture et Tradition. Il rédigea un temps les éditoriaux de Lectures françaises, mensuel d'extrême droite fondé par Henry Coston en 1957, et y tient désormais une rubrique historique et religieuse intitulée « Contre-encyclopédie ».

## Ouvrages
- Petite histoire de France (préfacé par Jean-François Chiappe), Éditions de Chiré, 1978 ;
- Petite histoire des guerres de Vendée (préfacé par Michel de Saint Pierre, illustré par René Follet), Éditions de Chiré, 1983 ;
- Petite histoire des colonies et missions françaises (préfacé par Jean Raspail, illustré par René Follet), Éditions de Chiré, 1985 ;
- L'Amérique française (illustré par Pierre Joubert), Éditions de l'Orme-Rond, 1987 ;
- La Fabuleuse épopée de l'Afrique française (préfacé par Bernard Lugan, illustré par Patrice Pellerin), Éditions Elor, 1991 ;
- L'Asie française (illustré par Patrice Pellerin), Éditions Elor, 1998 ;

### Sources
- Henry Coston, Dictionnaire de la politique française, tome V, 2000 (p. 448)